# Maria Rampendahl
Maria Rampendahl (* um 1645 in Lemgo; † August 1705 in Varel) war die letzte als Hexe angeklagte Frau in den Lemgoer Hexenprozessen.

## Biografie

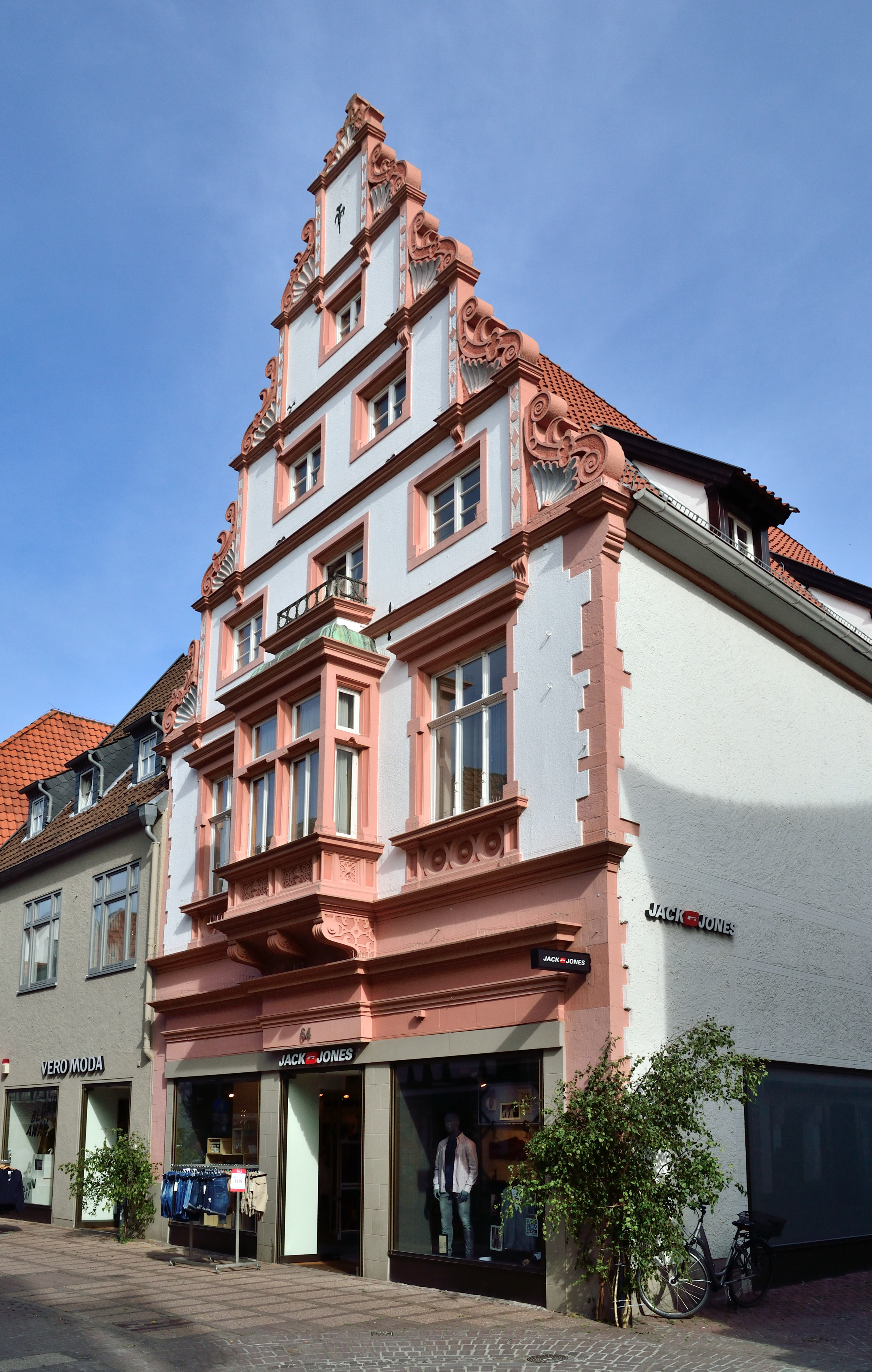
Geburtshaus von Maria Rampendahl

### Frühe Jahre
Maria Rampendahl wurde wahrscheinlich im Jahr 1645 in Lemgo geboren. Ihr Vater war der Bäcker und Brauer Cordt Rampendahl, der einer angesehenen Handwerkerfamilie angehörte und über einigen Haus- und Grundbesitz verfügte. Ab 1677 war er Ratsherr und Kämmerer im Lemgoer Stadtrat. Ihre Mutter war Catharina Bohne, die Tochter eines wohlhabenden Barbiers und Chirurgen. Ihr Bruder hieß Jodocus Bohne und wurde von 1672 bis 1675 dreimal zum Lemgoer Bürgermeister gewählt. Maria Rampendahl wohnte mit ihrer Familie in der heutigen Echternstraße 72. In der Schule lernte sie Lesen, Schreiben und Rechnen, half ihrem Bruder in der Barbierstube und abends ihren Eltern beim Bierausschank.

### Erste Beschuldigungen
Nachdem 1653 ihre väterliche Großmutter Salmeke aus Lüdenhausen als Hexe hingerichtet worden war, geriet die Achtjährige erstmals unter Hexereiverdacht, der sich noch steigerte, als der mit ihrer Familie befreundete Lehrer Hermann Beschoren im folgenden Jahr in einen Hexenprozess verwickelt war und auf dem Scheiterhaufen verbrannt wurde. Seinem Geständnis zufolge hatten siebzehn seiner Schüler das Zaubern bei ihm gelernt und wurden deshalb nach Detmold ins Internat geschickt. Maria Rampendahl gehörte jedoch nachweislich nicht dazu.
Als ihr Bruder Henrich im Januar 1667 starb, gab es erneut gegenseitige Beschuldigungen und Denunzierungen in der Nachbarschaft, die weitere Hexenprozesse und Hinrichtungen zur Folge hatten. Offenbar war das der Anlass, der zu Maria Rampendahls Eintragung ins sogenannte Schwarze Buch führte.
Am 31. Oktober 1675 heiratete sie Hermann Hermessen oder Harmsen, einen Barbiergesellen aus dem oldenburgischen Varel, und bekam bis 1681 vier Kinder, zwei weitere folgten 1682 und 1685. Wie in dieser Zeit üblich, gehörte auch die Wund- und Zahnbehandlung sowie die Krankenpflege zu den Aufgaben eines Barbiers, eine Tätigkeit, bei der ihn Maria Rampendahl unterstützte. Eine weitere Verdienstmöglichkeit bot ihr der Verkauf von Butter und Milch auf dem Wochenmarkt. Bereits 1679 konnte das Ehepaar ein eigenes Haus in bester Lage am Marktplatz beziehen, wahrscheinlich die heutige Alte Ratswaage. Der wirtschaftliche Erfolg sowie Krankheits- und Todesfälle in der Nachbarschaft führten zu weiteren Verdächtigungen bezüglich Hexerei und Zauberkunst. Ihr Ehemann ließ sich jedoch von den Gerüchten nicht beeinflussen und hielt auch in schwierigsten Zeiten zu ihr.

### Der letzte Hexenprozess

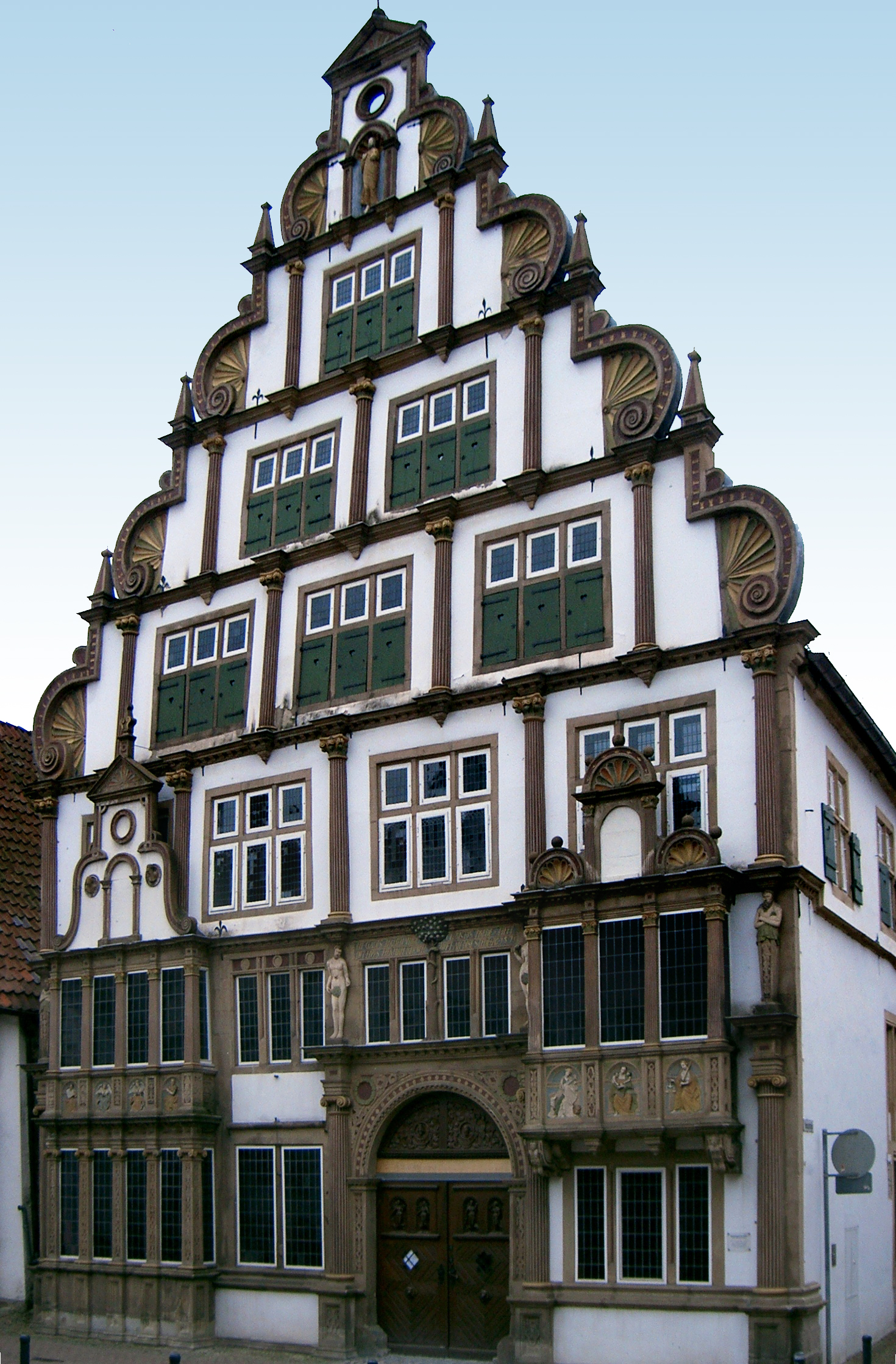
Hexenbürgermeisterhaus

Inzwischen war die Stadt Lemgo aufgrund der zahlreichen Hexenprozesse beim lippischen Landesherren, bei der Universität Rinteln, beim Reichskammergericht und nicht zuletzt bei den eigenen Bürgern in Verruf geraten. Als Maria Blattgerste am 18. März 1681 hingerichtet worden war, beschloss der Stadtrat das Ende der Hexenprozesse. Maria Blattgerste hatte im Prozess zuvor Maria Rampendahl schwer belastet, sodass der später „Hexenbürgermeister“ genannte Hermann Cothmann dennoch ein Ermittlungsverfahren in Gang setzte und Maria Rampendahl schließlich verhaften ließ. Am 17. März 1681 wurde die 36-Jährige erstmals verhört und gefoltert, ohne dabei zu gestehen. Auch bei einer weiteren Folter zwei Tage später legte sie kein Geständnis ab. Das am 15. April 1681 verkündete Urteil lautete auf „ewige Stadt- und Landesverweisung“. Damit endete die Reihe der Hexenprozesse in Lemgo, denen über 200 Frauen und Männer zum Opfer fielen.
Maria Rampendahl profitierte von der bedingungslosen Unterstützung, die ihr von ihrer Familie, aber in erster Linie von ihrem Ehemann zuteilwurde. Ihrer eigenen Aussage zufolge war dies ihre stärkste Motivation, die Folterqualen überstehen zu wollen. Der letzte Prozess unterschied sich von den früheren Verfahren durch eine gewisse Nachlässigkeit, denn in der Interrogatoria, dem vorbereiteten Fragenkatalog, wurde weder nach einer Teufelsbuhlschaft noch nach den Namen von beteiligten Personen gefragt. Zudem fehlte es der einmaligen Tortur an der sonst üblichen Härte.
Ihr Ehemann, Hermann Hermessen, glaubte fest an ihre Unschuld und nahm sie nach dem Urteilsspruch sofort wieder auf, obwohl er aufgrund dessen mit einem Berufsverbot in Lemgo belegt wurde. Es lag ihm fern, sich von seiner Frau scheiden zu lassen, und er folgte ihr „außer Landes“ nach Rinteln. Von hier aus strengten sie einen Prozess vor dem Reichskammergericht gegen die Stadt Lemgo und den Grafen zur Lippe an. Grundlage war ein Gutachten der Universität Rinteln, das die Indizien für Verhaftung und Folterung als nicht ausreichend erklärte. Das Verfahren endete am 30. Oktober 1682 mit einer Niederlage für das Ehepaar Hermessen-Rampendahl und verschlang einen großen Teil ihrer Ersparnisse.

### Die Folgen

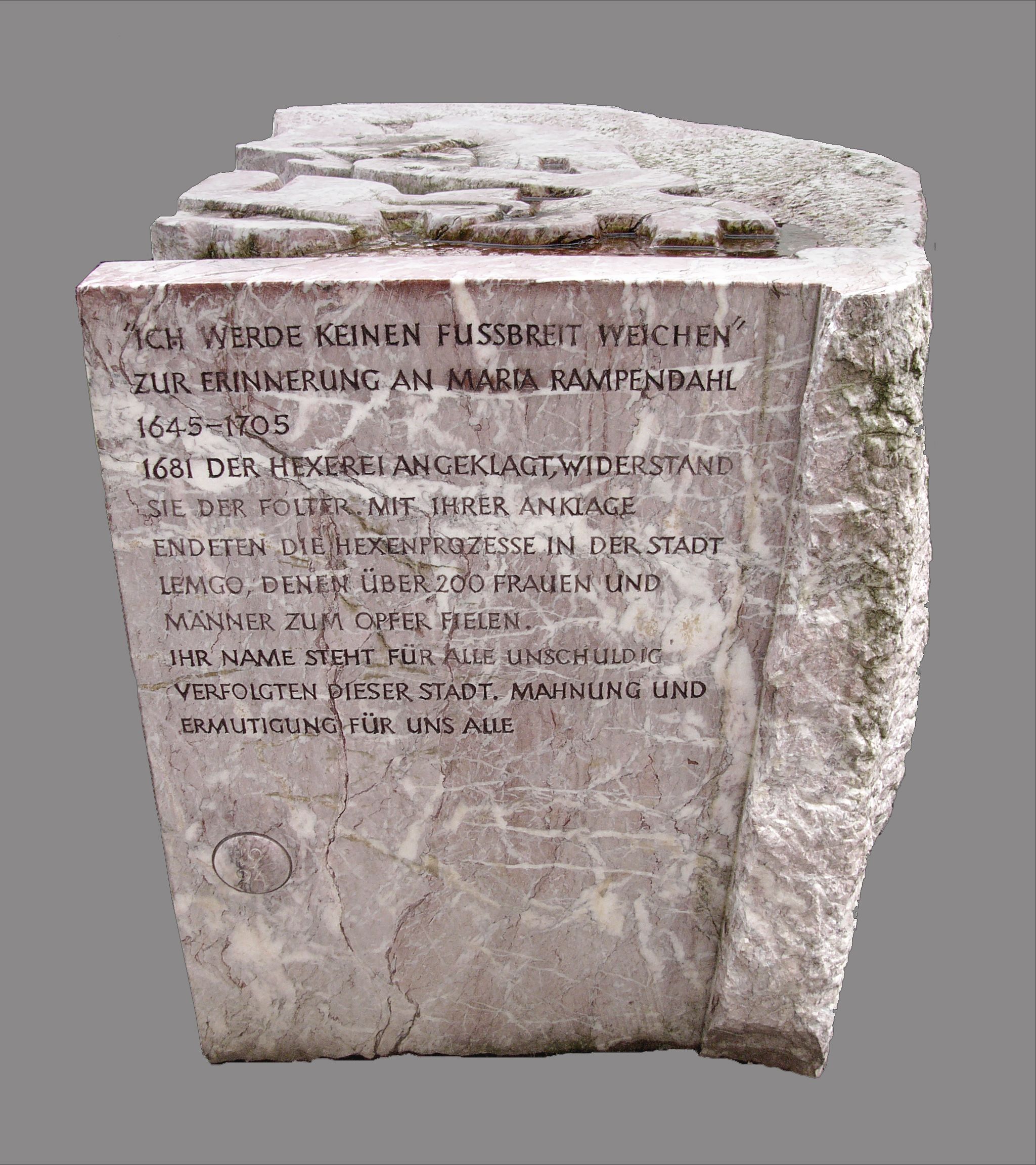
Denkmal für Maria Rampendahl an der Kirche St. Nicolai in Lemgo

1683 zog Maria gemeinsam mit ihrer Familie nach Varel in Oldenburg, die Heimatstadt ihres Mannes, wo allerdings der wirtschaftliche Erfolg aus Lemgo nicht wiederholt werden konnte. Drei der Töchter blieben unverheiratet, was vermuten lässt, dass kein Geld mehr für eine Mitgift vorhanden war. Maria Rampendahl starb im Jahr 1705 im Alter von 60 Jahren und wurde am 27. August in Varel beerdigt. Vier der insgesamt sechs Kinder heirateten nicht und hatten auch keine Nachkommen. Catharina Margaretha Hermessen und Johann Anthon Harmsen heirateten und hatten je ein Kind, das aber seinerseits kinderlos blieb. Somit gibt es keine Nachkommen von Maria Rampendahl, weder in Varel noch in Lemgo.

## Gedenken
Maria Rampendahl, die letzte in Lemgo wegen Hexerei angeklagte Frau, erfuhr besonders durch die Publikationen von Karl Meier im vorigen Jahrhundert einen gewissen Bekanntheitsgrad. 1990 bildete sich in Lemgo ein Arbeitskreis, der sich zum Ziel setzte, für die Opfer der Lemgoer Hexenverfolgungen ein Denkmal zu errichten. Die Lemgoer Künstlerin Ursula Ertz gestaltete dieses Denkmal unter dem Namen „Stein des Anstoßes“, das am 24. September 1994 auf dem Kirchplatz der St. Nicolaikirche eingeweiht wurde. Die Inschrift auf dem Gedenkstein lautet: „Ihr Name steht für alle unschuldig Verfolgten dieser Stadt, Mahnung und Ermutigung für uns alle“.
Am 18. Juni 2012 bestätigte der Rat der Stadt Lemgo, dass durch den Ratsbeschluss zur Errichtung des „Steins des Anstoßes“ vom 20. Januar 1992 in Lemgo die Opfer der Hexenprozesse rehabilitiert worden sind.

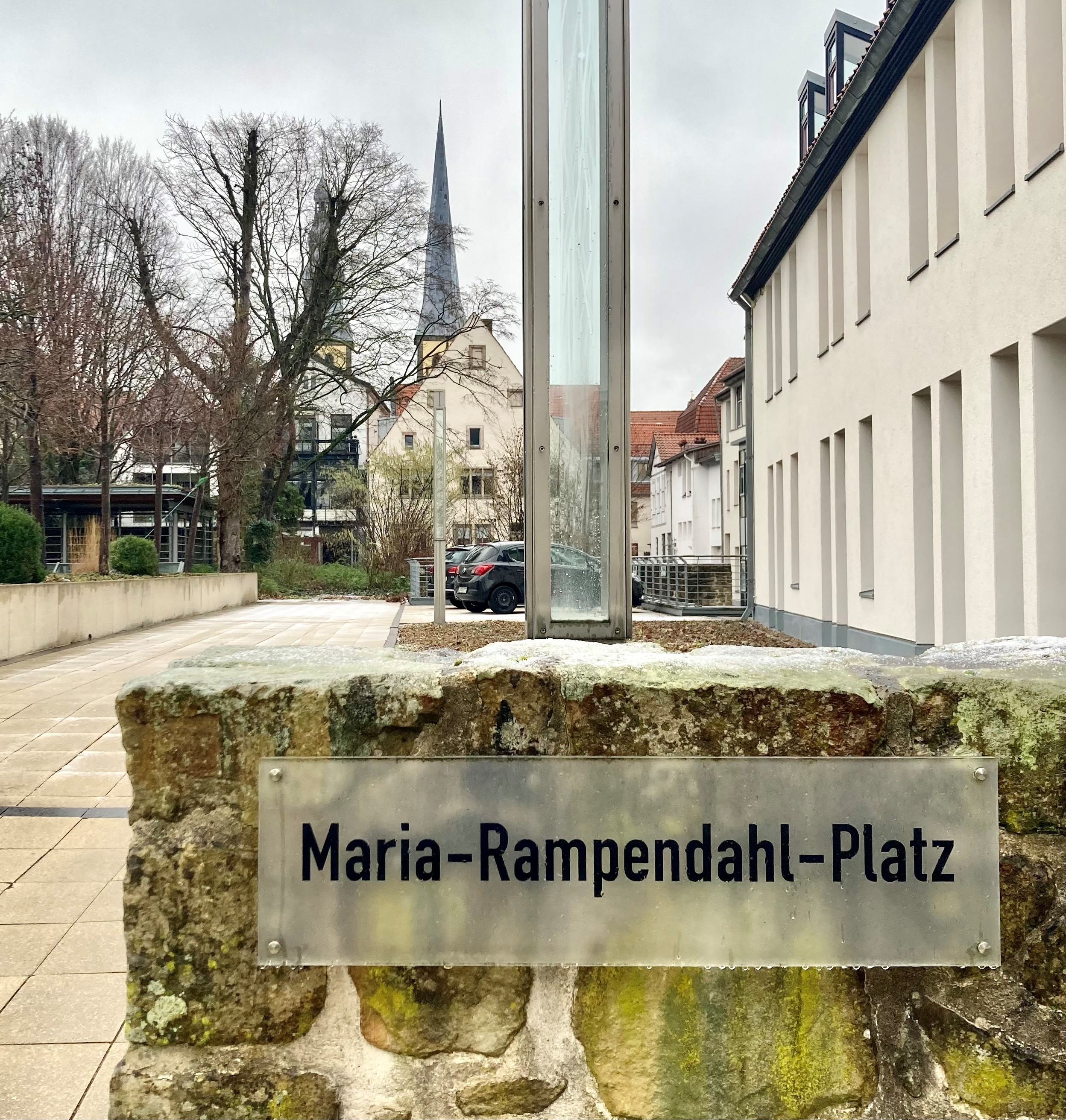
Beschilderung des nach Maria Rampendahl benannten Platzes vor dem Stadtarchiv Lemgo

Seit Juni 2014 trägt der Platz vor dem Stadtarchiv Lemgo ihren Namen. Die Straße namens Rampendal in mittelbarer Nähe des Platzes hat außer der Namensähnlichkeit keinen Bezug zur Familie Rampendahl und ist erheblich älter.